# Suvo Selo
Suvo Selo (Servisch: Суво Село) is een plaats in de Servische gemeente Vladimirci. De plaats telt 404 inwoners (2002).